# Adelostigma
Adelostigma es un género de plantas fanerógamas perteneciente a la familia Asteraceae. Comprende 2 especies descritas y  aceptadas.

## Taxonomía
El género fue descrito por Joachim Steetz y publicado en Naturwiss. Reise 6(Bot.): 428. 1864.

## Especies aceptadas
A continuación se brinda un listado de las especies del género Adelostigma  aceptadas hasta mayo de 2014, ordenadas alfabéticamente. Para cada una se indica el nombre binomial seguido del autor, abreviado según las convenciones y usos:
- Adelostigma athrixioides Steetz
- Adelostigma senegalensis Benth.